# Casa de Cleopatra
La Casa de Cleopatra (también conocida como Casa de Cleopatra y de Dioscórides) es el nombre dado a una antigua casa privada en la isla de Delos, en Grecia. Sus ruinas forman parte del yacimiento arqueológico de Delos, declarado Patrimonio de la Humanidad por la Unesco. Más concretamente, la casa forma parte del llamado barrio del Teatro de Delos.

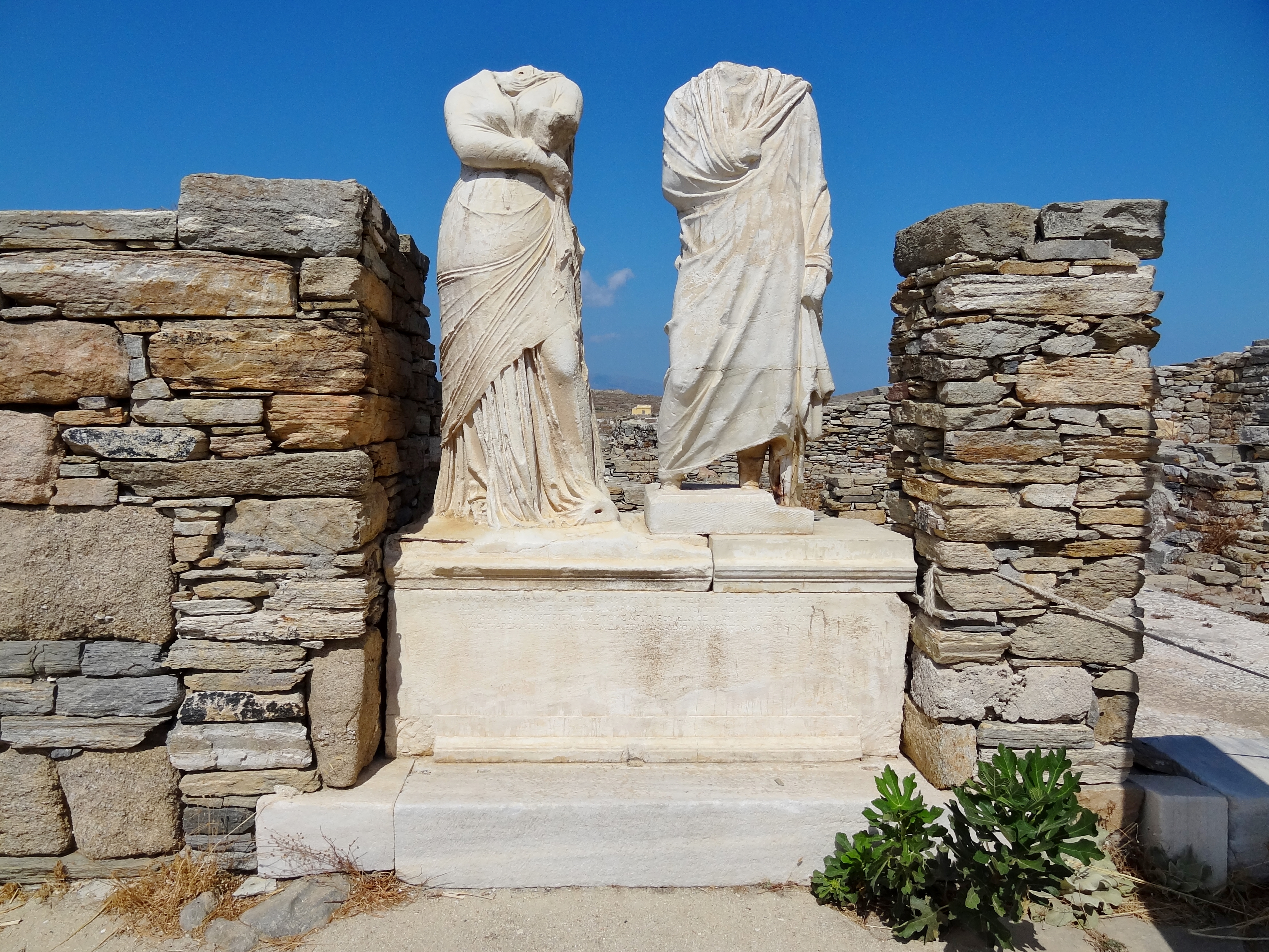
Estatuas de Cleopatra y Dioscórides.

Se construyó en el período helenístico, en torno al 200-100 a. C. Debe su nombre a su propietaria Cleopatra y a su marido Dioscórides. Ambos eran atenienses del demo de Mirrinunte. Sus estatuas de mármol a tamaño natural, erigidas hacia 138/137 a. C., aún se conservan en la casa. Sin embargo, a las estatuas les faltan las cabezas. Es posible que la casa fuera anterior y que se ampliara en algún momento.
La casa está situada en el lado noroeste del Teatro de Delos, cerca de la llamada Casa de Dionisio. Fue una de las casas privadas más prósperas del barrio del Teatro. La casa tenía 12 habitaciones, agrupadas en torno a dos patios. En algún momento, uno de los patios se convirtió en un patio peristilo con 3 x 4 puertas con columnas. En el lado norte de este patio se colocaron las estatuas de los propietarios. A la entrada al edificio se accedía por el sur.